# Yu Zhang

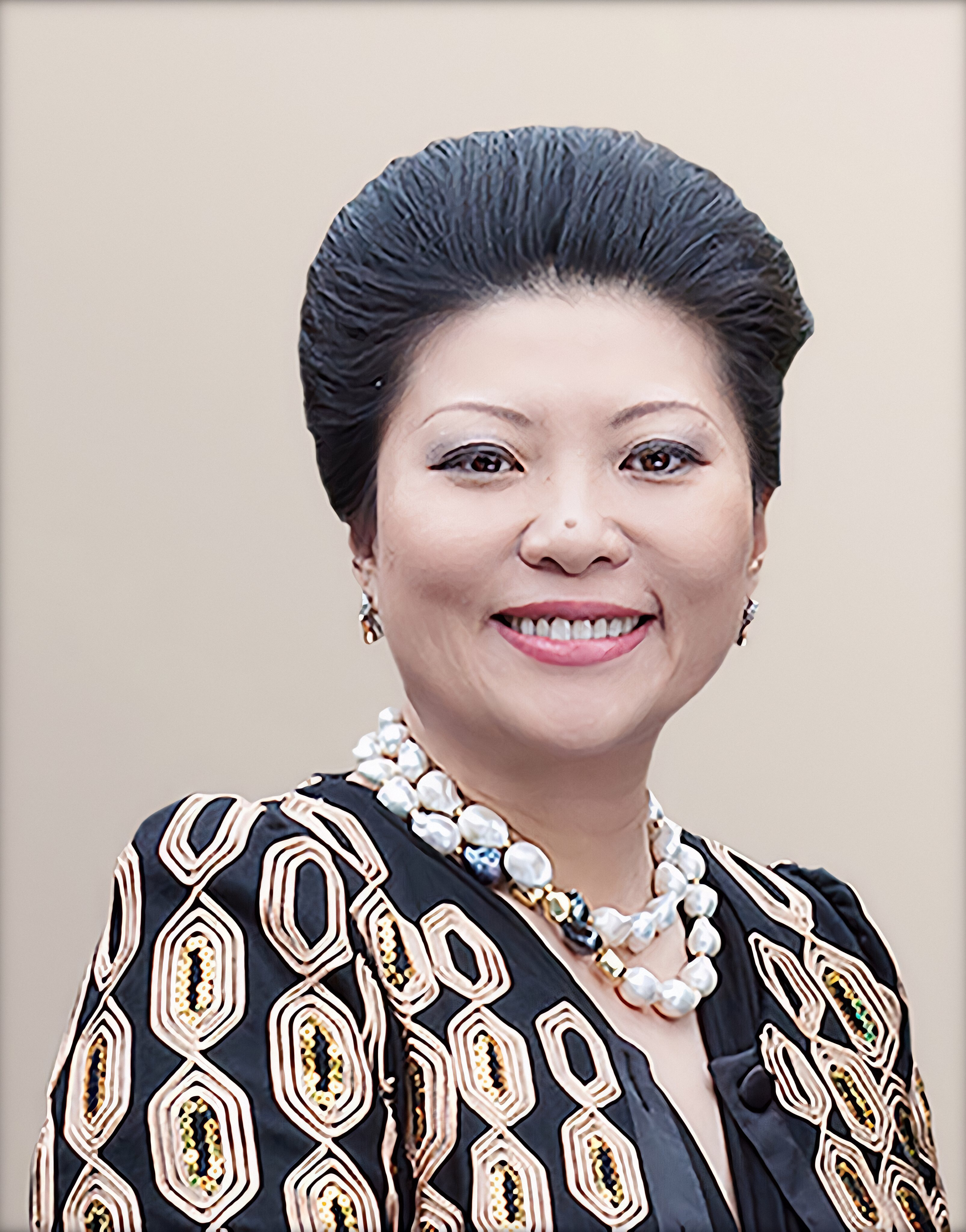
Yu Zhang

Yu Zhang (chinesisch 张彧, Pinyin Zhāng Yù; * 1973 in Nanchang) ist eine Unternehmerin und Autorin. Sie gilt als Chinaexpertin und ist Vortragsrednerin auf Foren und Gipfeln unter anderem am Ludwig-Erhard-Gipfel oder der Münchener Wirtschaftskonferenz. Zhang ist zudem seit Februar 2023 Gastgeberin des jährlich stattfindenden FEMALE IMPACT SUMMIT in Berlin.

## Leben
Yu Zhang ist 1973 in Nanchang geboren und dort aufgewachsen. Ihr Großvater Zhang Tianrong war Industrieller und Kunstsammler. 1992 kam sie als Studentin nach Deutschland. Zum abgeschlossenen Magisterstudium in Publizistik und Japanologie an der FU Berlin erwarb sie zusätzlich den Master of Business Administration (MBA). Sie gründete 1999 China Communications Consulting und 2007 China Communications Holding. Zudem hat sie verschiedene Aufsichtsrats- und Beiratsmandate.
Seit 2006 hat sie eine ständige Gastprofessur für internationales und interkulturelles Management an der Hochschule für Kommunikation und Technologie, die zur Jiangxi Normal University in Nanchang gehört.

## Wirtschaftliche Gremien
Zhang ist Mitglied des Multiplikatorenkreises (Beirat) des Verbands Deutscher Unternehmerinnen (VDU) in Berlin-Brandenburg. Seit Anfang 2019 ist sie in das Präsidium des World Economic Council (Internationaler Wirtschaftsrat) berufen worden. Zudem hat sie verschiedene Aufsichtsrats- und Beiratsmandate in China und der DACH-Region. Zhang ist Mitglied des Clubs der europäischen Unternehmerinnen. Seit Anfang 2021 ist sie Kuratoriumsmitglied des Think Tanks China Brücke in Deutschland. Zhang ist zudem im November 2021 als Präsidentin der Vereinigung der Jiangxi-Chinesen und Unternehmer in Deutschland gewählt worden.

## Gesellschaftliches und kulturelles Engagement
Sie ist Präsidentin des Ständigen Ausschusses der Union der Chinesen und Chinesischen Verbände in Deutschland (UCCVD e. V.), zuständig u. a. für den Austausch mit Bundesregierung, Bundestag und Bundesrat; Beiratsmitglied der Deutsch-Chinesischen Allgemeinen Zeitung; Mitglied des Advisory Board der Simply Help Kinderstiftung. Sie ist seit 2005 Ehrenpräsidentin des Trägervereins für die chinesische Schule HuaDe in Berlin und unterstützt ehrenamtlich intensiv die Integration von Deutschlandschinesen. Seit Jahren unterstützt sie als Schirmherrin die Partnerschaft zwischen der Bruno-H.-Bürgel-Grundschule und der Wan-Quan-Grundschule aus Peking.
Seit 2008 hat sie den Förderverein Gesellschaft für Deutsch-Chinesischen kulturellen Austausch (GeKA e. V.) ins Leben gerufen. GeKA e. V. ist Veranstalter und Initiator verschiedener Kulturprojekte u. a. die Ausstellungen „Die 8 der Wege“, „Arbeiten in Geschichten. Die Kulturrevolution und chinesische zeitgenössische Fotografie“, und „Micro Era. Medienkunst aus China“ (Kulturforum, 2019/2020; eine Zusammenarbeit zwischen der Nationalgalerie/ Staatlichen Museen zu Berlin und dem GeKA e. V.). Die Ausstellung „Die 8 der Wege. Kunst aus Beijing“ wurde von einem deutsch-chinesischen Kuratorenteam kuratiert.
Zhang war Initiatorin einer Oldtimer-Rallye von Berlin nach Peking im Jahr 2014.
Gemeinsam mit Dagmar Schmidt initiierte und verwirklichte sie ein Künstlerresidenzprojekt zwischen Deutschland und China: „Kunst gemeinsam gestalten“ (2016–2017).
2017 veranstaltete Zhang u. a. ein Benefizkonzert im Museum für Fotografie für die Bahnhofsmission und die Berliner Obdachlosenhilfe. Sie war Initiatorin des chinesischen Filmwochenendes im Kino Babylon im November 2019. Am 5. März 2020 hat Zhang ein Benefizkonzert in der Gedächtniskirche initiiert, um für den globalen Zusammenhalt gegen COVID-19 aufzurufen und Spenden für die Covid-Opfer zu sammeln. Zum chinesischen Mondfest am 21. September 2021 veranstaltete Zhang einen Spendenabend mit Dieter Nuhr. Durch eine Auktion mit 15 Kunstgegenständen sowie weiteren Aktionen unterstützten Zhang und Nuhr das SOS-Kinderdorf in Gera und Kulturprojekte des gemeinnützigen Fördervereins GeKA e. V. und sammelten insgesamt eine Summe von 90.000 Euro.
Seit 2023 veranstaltet Zhang jährlich das FEMALE IMPACT SUMMIT in Berlin, zu dem sie 120 erfolgreiche Frauen aus Wirtschaft, Politik, Wissenschaft, Kultur und Medien zum Austausch und Networking einlädt. Auf mehreren parallel laufenden Panels diskutieren die Entscheiderinnen über verschiedene Themen aus den Bereichen KI und Innovation, Finanzen, wirtschaftliche Rahmenbedingungen, gesellschaftliche Verantwortung, Nachhaltigkeit und Zukunftsfähigkeit.

## Festrednerin auf dem Einbürgerungsfest im Berliner Abgeordnetenhaus
Zhang war die erste chinesische Festrednerin auf dem Einbürgerungsfest 2015 im Berliner Abgeordnetenhaus. Dort appellierte sie an den Gestaltungswillen der Neubürger: „Machen Sie Ihre Umgebung auf Ihre Herkunftsländer neugierig. Ein unauffälliges ‚Mitleben‘ der neuen Bürger und Bürgerinnen ist keine Integration.“

## Publikationen
Sie ist Autorin von Artikeln in chinesischen und deutschen Medien, u. a. im Tagesspiegel, dem Manager Magazin, sowie in der Deutsch-Chinesischen Allgemeinen Zeitung und China Contact.
Als Autorin hat sie mehrere Bücher veröffentlicht, wie Die China-Strategie und Buddha sprang über die Mauer. Sie ist die Herausgeberin mehrerer Bücher, u. a. des Buchs China und Deutschland 5.0: Chance, Herausforderung und Prognose. Ihr chinesisches Buch Cohesion 5.0 – Sino German Prospect (聚力5.0 – 中德合作展望) ist im Mai 2020 in China erschienen.
Werke (Auswahl)
- 2009: Buddha sprang über die Mauer: Ein süd-chinesisches Kulinarium, Mandelbaum Verlag, ISBN 978-3-85476-317-8.
- 2009: Das China-Handbuch: Management, Recht & Steuern, Shaker Media Verlag, ISBN 978-3-86858-291-8.
- 2012: Die China-Strategie: Erfolgreiches Networking im Reich der Mitte; mit einem Who is Who in China, BeBra Verlag, ISBN 978-3-95410-001-9.
- 2019: China und Deutschland 5.0: Herausforderung, Chance und Prognose – 机会与挑战中德合作关系 5.0 (Hrsg.), De Gruyter Verlag, ISBN 978-3-11-062141-9.
- 2020: 聚力5.0 – 中德合作展望 – Cohesion 5.0 – Sino German Prospect, Jiangsu Phönix Verlag, ISBN 978-7-5594-4689-3 (chinesisch).